# Лисича Балка
Лиси́ча Ба́лка — село в Україні, у Катеринопільській селищній громаді Звенигородського району Черкаської області.
Населення становить 505 осіб (станом на 01.01.2013 рік).
В селі розташовані навчально-виховний комплекс (школа — дитсадок), будинок культури, бібліотека, амбулаторія, адмінбудинок місцевої агрофірми, поштове відділення, філія ощадбанку, магазини.
Збереглися залишки древніх могил, польського кладовища, змієвих валів, дерев'яної церкви (2013).

## Історія
1760 року Звенигородський староста Фелікс Солтик надав право на осадження (заснування) слободи Руфіну Корицинському над річечкою — притокою Висі, як зазначається в дещо пізнішому документі "над рудкою гнилою, що з криниць починається і називається «Лисича». Ототожнення місцевої річечки з «рудкою» дозволяє припустити наявність у ній болотної руди, придатної для виробництва низькоякісного заліза. Втім, ні тоді, ні пізніше ця руда широко не використовувалася, хоч уже 1780 року в поселенні проживав Федько Коваль, який, очевидно, займався ковальським ремеслом. 1765 року під час проведення люстрації (генеральної ревізії) королівщини (маєтностей короля) Речі Посполитої у слободі вже було зафіксовано 9 слобожан, що ототожнювалися з числом дворів. Це означало, що в селі проживало близько 70 осіб. У наступне десятиліття населення зростало і в 1775 році згідно з подимним (реєстром будівель) у слободі нараховувалося 26 будинків, 2 корчми і 1 гуральня. 1775 р. Ф. Солтик надав Лисичу Балку з правом оренди на 30 років Янові Соколовському.

### В складі Російської імперії
Після входження Правобережної України в 1793 р. до складу Російської імперії Лисича Балка опинилася в складі Катеринопільського повіту Вознесенського намісництва. Одночасно, село продовжувало залишатися населеним пунктом Звенигородського староства. У 1795 р. у Лисичій Балці було 20 домів (близько 160 осіб). Далі адміністративне підпорядкування села неодноразово змінювалося — у 1797 р. село перебувало у складі Катеринопільського повіту Київської губернії, а 1802 р. — Звенигородського повіту тієї ж губернії. До 1854 р. село входило до Звенигородського староства, яке після смерті Соломеї Солтикової перейшло у володіння Потоцьких. В 1853 р. Лисича Балка з іншими населеними пунктами староства перейшли до царської казни. В 1864 році зазначалось, що в селі проживало 662 чоловік. У 1886 році в селі мешкало 528 осіб, було 89 дворів, каплиця, постоялий будинок, 6 вітряних млинів.
В 1900 році в селі було 240 дворів та проживало 1357 чоловік. В селі була православна церква, 1 каплиця, 1 парафіяльна школа, кузня та 5 вітряних млинів.

### У ХХ сторіччі
Під час воєнних дій 1918 — 20 рр. влада неодноразово змінювалася. Наприкінці 1920-х рр. організовано ТСОЗ ім. Воровського (голова Я. М. Муковоз), згодом — колгосп ім Петровського (голова М. К. Маврин). Наприкінці 1931 р. кілька господарств об'єдналися в колгосп ім. Петровського (голова М. М. Журило).
Внаслідок Голодомору 1932 — 33 рр. в селі загинуло понад 200 чоловік, зазнали сталінських репресій (протягом 1937 — 38 рр. розстріляно близько 20 осіб).
У період окупації села нацистами тут було організовано общинне господарство. Частина отриманого врожаю залишалася в селі і розбиралася працівниками, а частину вивозили нацисти до Німеччини.
На фронтах Другої світової війни воювало 140 жителів, 90 — загинуло, 50 — удостоєно бойових нагород. 13.03.1944 року село знову окуповане частинами ІІ Українського фронту. В 1975 році в центрі села встановлено пам'ятник 72 односельцям, які загинули на фронтах Німецько-радянської війни. Скульптуру виготовлено одеськими майстрами В. Соколовським та В. Давидовичем. На сільському кладовищі є пам'ятник невідомому солдату.
У 1949—1953 рр. — місцевий колгосп очолював Герой Радянського Союзу М. П. Цісельський; у 1963—1969 — А. М. Цицерківський. У 70-х рр. XX ст. колгосп ім. Петровського перейменовано на сільськогосподарську артіль (згодом колгосп) «Росія».
У 1976 р. зведено Будинок культури, бібліотеку. У 1997 р. колгосп реорганізовано КСП, а з 1999 р. — СТОВ «Зоря». Двадцять членів господарства вийшли з нього і стали одноосібниками. У 2000 р. СТОВ «Зоря» перейменовано на ТОВ агрофірма «Зоря», очолював його з 2001 р. Р. І. Франчук.

## Освіта
- 1934 р. — створено початкову школу;
- 1938 р. — збудовано нове приміщення школи; під час окупації села нацистами вона слугувала стайнею для коней;
- 1950 р. — школа стає семирічною;
- 1959 р. — у відбудованому приміщенні нової школи розпочато навчання;
- 1992 р. — школа почала називатися «загальноосвітня школа I—II ступенів»;
- 2004 р. — школу та дитячий садок «Теремок» було реорганізовано в навчально-виховний комплекс;
- 2012 р. — у школі навчалося 63 учні, дошкільників — 19, педагогічний колектив — 14 осіб.
- 2013 р. — у школі навчалося 60 учнів, дошкільників — 20, педагогічний колектив — 15 осіб.
- 2016 р. - у школі навчалося 52 учні, дошкільників — 22, педагогічний колектив — 12 осіб.

За роки існування школи з її стін вийшло 1217 учнів (2016)

## Природа
Село розташоване у лісостеповій зоні центральної частини Придніпровської височини, з хвилястим яружно-балочним рельєфом. Через село протікає дуже замулений струмок, який згадує ще Лаврентій Похилевич(1864), про нього також читаємо і в «Словнику гідронімів України» (К., 1979. — С. 317), впадає він в річку Велика Вись — басейн Південного Бугу). Клімат помірно-континентальний. Середня температура січня −5,4 °C, липня +20,2 °C. Опадів 450—505 мм на рік. Для порівняння: у 1978 р. випало 479 мм опадів за рік, у 1979 р. — 477 мм, у 1980 р. 701 мм (за даними колгоспного агрометеопосту).
Корисні копалини: буре вугілля, пісок, глина, уран та ін. Надра Мокрокалигірського родовища бурого вугілля в Лисичій Балці використовує ВТО «Енергетична інвестиційна компанія», яка підписала договір оренди земельної ділянки площею 62,9 гектара терміном на 49 років (листопад 2011 р.). Запаси родовища — 7,7 мільйона тонн бурого вугілля. Станом на 2013 рік обсяги добування складали 1000 т вугілля на місяць.

## Відомі люди
- Волков Пилип Григорович — Герой Радянського Союзу
- Руренко Горпина Іринархівна — Герой Соціалістичної Праці
- Кулаковський Петро Михайлович — доктор історичних наук
- Петро Матула (*1928, с. Лисича Балка) — український громадський діяч у США, автор ідеї та найактивніший учасник створення пам'ятника Митрополитові Василю (Липківському) в США[3]
- Кушнаренко Варфоломій Данилович (1892 - після 1945) - український громадський діяч у Харбіні (Китай)
- Кушнаренко Яким Данилович  - провідний український громадський діяч на Амурщині (Зелений Клин)  в 1917-1922
- Яворський Едуард Никифорович — український музикознавець і лібретист; заслужений діяч мистецтв України, член Спілки композиторів України
- Халабуденко Михайло Іванович — військовик, першобудівник космодрому Байконур, особисто знайомий з С. П. Корольовим, Ю. О. Гагаріним та іншими космонавтами
- Домніцький Юрій Леонідович — військовик, начальник відділу з розробок замовлення озброєння і військової техніки департаменту закупівлі озброєнь Міністерства оборони України, член спілки «Земляцтво Катеринопільщини»
- Колісник Іван Климович — відомий в Україні лікар-гінеколог
- Бурій Валерій Михайлович — член Національних спілок журналістів та краєзнавців України, автор першої книжки про Лисичу Балку, член спілки «Земляцтво Катеринопільщини»

### Відзначені орденами та званнями
почесне звання «Мати-героїня»
- Шпілька Надія Миколаївна
- Колісник Тетяна Андріївна
- Дяченко Світлана Федорівна

орден Леніна
- Задніпряний А. В.
- Поліщук Ганна Дмитрівна

орден Жовтневої революції
- Шиятий І. Д.

орден Трудового Червоного прапора
- Бурій В. О.
- Домніцький В. Г.
- М'ялковський Б. С.
- Осіян О. П.

орден Трудової Слави ІІІ ступеня
- Дикун В. О.
- Небесний А. Ф.
- Дідковський А. Ф.
- Колісник С. М.

орден «Знак Пошани»
- Бурій В. О.
- Шиятий І. Д.
- Савранський М. І.
- Ковтун Л. Г.
- Печиборщ Г. А.

медаль "За трудову відзнаку («За трудовое отличие»)
- Яворська Г. І.